# Yabulai (köping i Kina, lat 39,42, long 102,77)
Yabulai (kinesiska: 雅布赖, 雅布赖镇) är en köping i Kina. Den ligger i den autonoma regionen Inre Mongoliet, i den norra delen av landet, omkring 770 kilometer väster om regionhuvudstaden Hohhot. Antalet invånare är 3379. Befolkningen består av 1 627 kvinnor och 1 752 män. Barn under 15 år utgör 10,0 %, vuxna 15-64 år 81 %, och äldre över 65 år 8,0 %.
Genomsnittlig årsnederbörd är 169 millimeter. Den regnigaste månaden är juli, med i genomsnitt 43 mm nederbörd, och den torraste är mars, med 2 mm nederbörd.